# Corula geometroides
Corula geometroides là một loài bướm đêm trong họ Geometridae.

## Hình ảnh

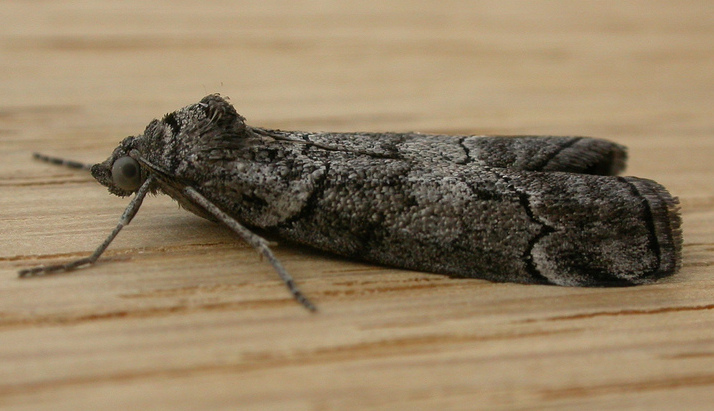
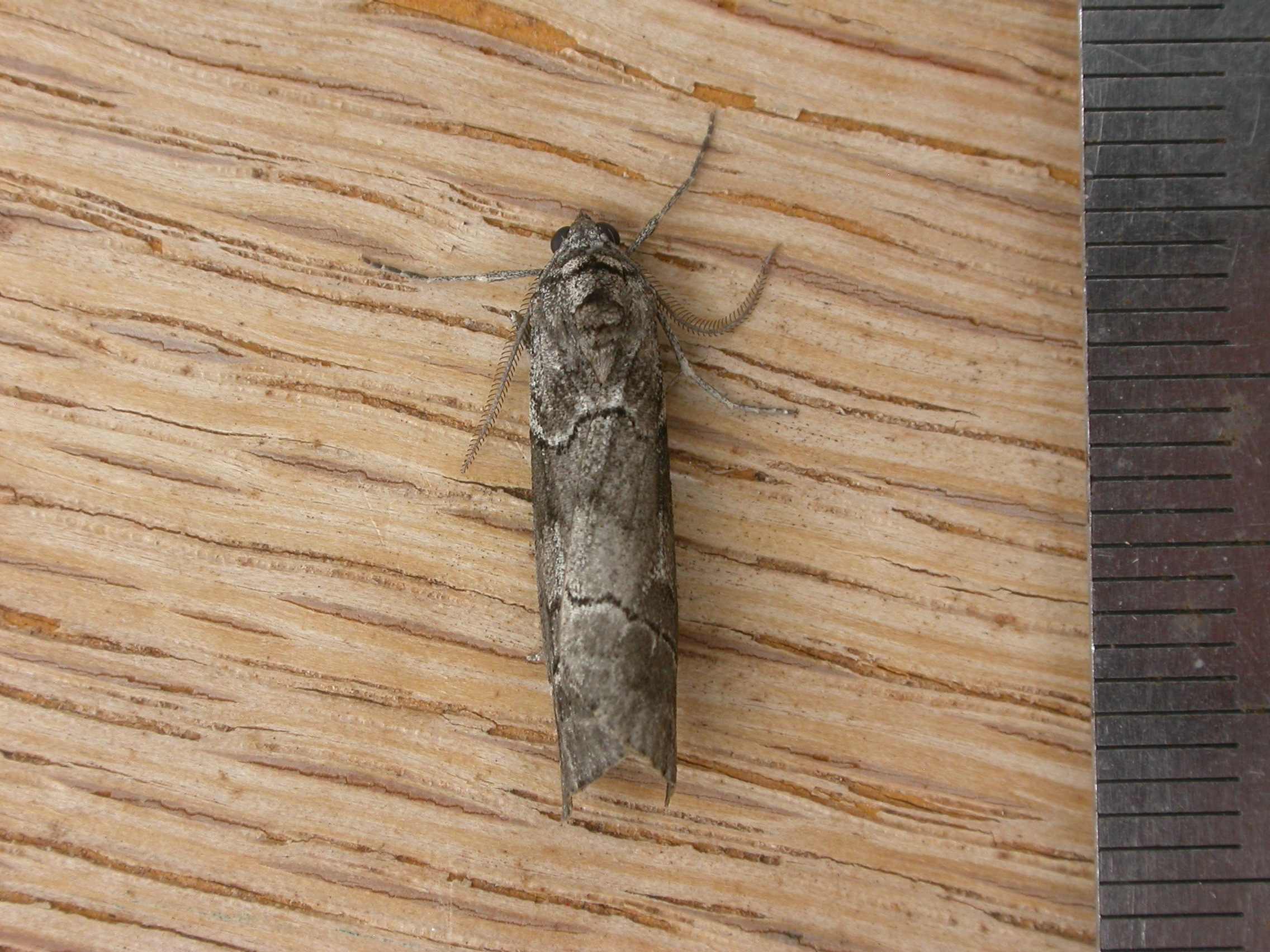